# 노랑만병초
노랑만병초(Rhododendron aureum)는 진달래과의 상록성의 관목이다.

## 이름
노란만병초의 꽃말은 위엄, 존엄이다.

## 형태
노란만병초는 줄기, 꽃, 잎, 열매로 구성된다. 늘푸른 작은키나무로 줄기의 높이는 1m이며 하부가 땅에 눕고 가지는 상향하며 비스듬히 자란다.
잎은 홑잎이고 어긋나며, 딱딱하다. 줄기의 윗부분에 많이 모여 있으므로 돌려 붙은 것 같이 보인다. 잎몸은 거꿀달걀 보양의 긴 타원형인데 길이가 3~8cm이고 끝이 둔하다. 잎 양면에 털이 없으며 가장자리가 약간 뒤로 젖혀진다. 꽃은 연한 황색으로 가지 끝에 5∼8개씩 산형(傘形) 또는 취산상(聚揀狀)으로 달리며 밑부분은 비늘조각으로 싸인다. 화관은 깔때기 같이 생기고 10개의 수술과 1개의 암술이 있다. 꽃받침은 붉은밤색으로서 매우 작으며 일찍 떨어진다. 꽃갓을 깔대기 모양의 종 모양(지름 2.5 cm~3.5 cm)이며 윗부분이 5갈래로 깊게 갈라져 있다. 갈라진 조각은 넓은 거꿀달걀모양이며 변두리는 물결모양이다. 열매는 튀는 열매인데 길이는 1~1.5cm정도 되며 삭과로 좁고 긴 타원모양이다.

## 재배
노랑만병초 꽃의 개화시기는 5~6월이다. 낮은지대에서 재배하기는 곤란하여 고산지대에서 자란다. 한국에서는 설악산에서 자라고, 백두산에서도 군락을 이루어 자라고 있다. 국외에서는 중국, 일본, 러시아에도 분포하고 있다.

## 번식
번식은 실생과 꺽꽂이로 번식한다. 9월에 씨가 갈색으로 익으면 벌어지기 전에 따서 봉지에 넣어 벌어지게 한다. 씨가 잘다. 터지면 씨를 삶은 이끼나 피트모스에 직파하거나 이듬해 봄에 같은 용토에 뿌린다. 파종 기간은 20도 전후로 될 수 있으면 빠른 편이 좋다. 다소 두텁게 파종되지 않게 주의하여 파종 전 용토에 충분히 관수해 주었다 뿌리고 파종 후 흙은 덮지 않는다. 해 가리개 하여 주고 발아할 때까지 분무기로 관수하여 건조하지 않게 관리한다. 발아 후 5도 이하로 내려가지 않게 주의한다. 노란 만병초는 꺾꽂이로 번식된다. 9월에 그해 자란 다소 굳은 가지를 7~10cm로 잘라 위쪽 잎을 5장 정도 남기고 밑쪽 잎을 따고 남은 잎은 반으로 잘라 증산을 억제하여 자른 자리에 발근초긴제를 발라 꽂는다. 개각충이 발생하기 쉽다. 개각충으로 인해 그을음이 생긴다. 철쭉류의 병충해 구제요령으로 구제한다. 맹아력이 약하므로 전정은 안한다.

## 쓰임새
관상용, 약용으로 쓸 수 있으며 한방과 민간에서 약재로 쓰며 잎은 강정제로 사용한다. 따라서 잎을 달여서 진통제로 슬관절통, 요통, 두통과 만성적인 관절염(류마티스), 척수신경근염, 다발성 관절염에 쓴다. 고혈압, 심장부전증에도 쓸 수 있다.